# 아산상
아산상은 아산사회복지재단에서 수여하는 상이다. 어려운 여건에서도 봉사, 나눔, 효행을 실천하고 있는 이들을 발굴하여 시상한다.

## 역사
1989년 복지시설 근무자들과 효문화를 실천하는 이들을 찾아서 위로함으로써 우리 사회에 봉사와 나눔문화를 확산시키고자 제정되었다. 2021년 기준 843명이 수상자로 선정됐다.

## 시상 부분
시상 부분은 아산상과 의료봉사상, 사회봉사상, 복지실천상, 자원봉사상, 효행가족상으로 분류된다. 아산상은 수상 후보자 중에서 공적이 가장 뛰어난 개인(단체)에게 수여하고, 의료봉사상은 의료서비스를 지속적으로 제공한 개인(단체), 사회봉사상은 복지증진을 위해 봉사해온 개인(단체)이 대상이다. 복지실천상은 사회복지시설에 종사하면서 복지대상자들을 위해 헌신한 개인을 시상하고, 자원봉사상은 자원봉사활동을 통해 이웃사랑을 실천해온 개인(단체)을, 효행가족상은 효행과 가족사랑으로 건강한 가족문화 형성에 기여한 개인을 시상한다.  

## 역대 수상자
| 연도          | 아산상                 | 의료봉사상     | 사회봉사상                | 복지실천상                         | 자원봉사상                               | 효행가족상                         |
| ------------- | ---------------------- | -------------- | ------------------------- | ---------------------------------- | ---------------------------------------- | ---------------------------------- |
| 2015 (제27회) | 갈바리의원             | 유덕종         | 한국생명의전화            | 권명오 김복려 손태수, 오영미       | 화요일이발봉사회 강남국 임성택           | 산토스 재클린 멘도자 조정순        |
| 2016 (제28회) | 요셉의원               | 박종철         | 한국SOS어린이마을         | 김수옥 서혜미 송규상               | 가톨릭의대 성우회 배재영 한경희          | 신창한 임종순 전순래               |
| 2017 (제29회) | 한국여성의전화         | 한국구라봉사회 | 복음자리                  | 김소영 김학영 문지호               | 사랑의 밥차 김태식 박준영                | 권순옥 김상훈, 윤정희 박미경       |
| 2018 (제30회) | 이시돌농촌산업개발협회 | 이재훈         | 허보록                    | 오명원 오미경 이미경               | 한국상록회 이영수                        | 김희선 박유순 윤애경               |
| 2019 (제31회) | 이석로                 | 김혜심         | 가난한 이들의 작은 자매회 | 권혜경 김민석 정금숙               | 내토봉사회 김승용 박영도                 | 송승희 심재순 여환숙               |
| 2020 (제32회) | 여혜화                 | 민형래         | 성모자애원                | 김연희 박영덕 황덕경               | 권혁기 김옥이 박진관                     | 김순래 모마리 진선남               |
| 2021 (제33회) | 김우정                 | 최영아         | 권순영                    | 양춘자 장현봉 정혜숙 조미숙 황태민 | 키니스장난감 김문규 박정순 이요셉 이유근 | 김미애 송경준 이명옥 임정숙 황일용 |